# Конституционен съд на България
Конституционният съд на България (КС) е институция, създадена с Конституцията от 1991 г.

## История
При приемането на първата конституция на Третата българска държава – Търновската – подобен орган не съществува никъде в Европа, а при приемането на втората и третата (т. нар. „Димитровска“ и „Живкова“) правото да следи съобразяването на законите с конституцията е възложено на самото Народно събрание, приемащо законите. При приемането на Конституцията на Република България, през 1991 г. подобно на конституционния съд в други демократични държави, се предвижда независим орган, който да се изказва по такива въпроси. Първият състав на Конституционния съд на България е избран през септември 1991 г. и взема първите си две решения до края на същата година.

## Функции
Съгласно чл. 149 – 152 от Конституцията функциите на КС са следните:
На първо място КС дава задължителни тълкувания на Конституцията. Това означава, че при едно такова тълкувание, последното става неделима част от текста на Конституцията, т.е. става задължително за всички субекти на правото.
На второ място КС се произнася по искане за установяване на противоконституционност на законите и на другите актове на Народното събрание, както и на актовете на президента. Иначе казано КС може да обяви един акт на НС и Президента на РБ за противоконституционен, с което да премахне юридическата им сила. Това обаче не означава, че КС може да отменя закони или каквито и да били други актове. Последните се считат за „кухи структури“ в българската правна система докато компетентния за това орган не ги отмени.
Следващата функция на КС е описана в чл. 149, ал. 1, т. 3, който гласи: „... решава спорове за компетентност между Народното събрание, президента и Министерския съвет, както и между органите на местно самоуправление и централните изпълнителни органи“. На практика това означава, че КС е единствения орган който може да решава спорове за компетенция, възникнали на най-висше управленско ниво.
Четвъртата функция на КС се оказва много важна с оглед членството на България в ЕС. Тя се съдържа в нормата на чл. 149, ал. 1, т. 4, който гласи: „... произнася се за съответствието на сключените от Република България международни договори с Конституцията преди ратификацията им, както и за съответствие на законите с общопризнатите норми на международното право и с международните договори, по които България е страна“. С други думи КС е единственият орган, който може да даде определение дали един международен договор, по който България е страна, може да стане част от българската правна система или не. Важен елемент от това определение е разпоредбата „преди ратификация“, което ще рече, че за да даде КС такова определение, международният договор трябва да не е влязъл в сила за Република България.
На следващо място КС се произнася по конституционосъобразноста на политически партии и сдружения (чл. 149, ал. 1, т. 5). Този норма кореспондира с императивната норма на чл. 44, ал. 2, която изрично забранява: „Забраняват се организации, чиято дейност е насочена срещу суверенитета, териториалната цялост на страната и единството на нацията, към разпалване на расова, национална, етническа или религиозна вражда, към нарушаване на правата и свободите на гражданите, както и организации, които създават тайни или военизирани структури, или се стремят да постигнат целите си чрез насилие.“ От тази гледна точка КС е единственият компетентен орган, който може да определи дали една политическа партия или организация отговаря на определението на нормата в чл. 44, ал. 2 и ако не отговаря, да забрани дейността и. Решението на КС е необжалваемо.
Следващите 2 функции на КС са за установяване законността на избора на президент и вицепрезидент и народни представители (съответно чл. 149, ал. 1, т. 6 и т. 7). Последната функция на КС се съдържа в чл. 149, ал. 1, т. 8, с която на КС се дават правомощията да разглежда обвинения, повдигнати от НС на президента и вицепрезидента. Обвиненията могат да бъдат повдигнати само за едно престъпление – държавна измяна (виж Закона за Конституционния съд).

## Състав
Конституционният съд се състои от 12 съдии с 9-годишен мандат. Една трета от тях се избират от Народното събрание, една трета се назначават от президента и една трета се избират от общо събрание на съдиите на Върховния касационен съд и Върховния административен съд. Така определените съдии избират помежду си председател на съда с тригодишен мандат. Той може да бъде преизбиран. За членове на Конституционния съд се избират, респ. назначават български граждани, които нямат друго гражданство и отговарят на условията по чл. 147, ал. З от Конституцията – да са юристи с високи професионални и нравствени качества, с най-малко петнадесетгодишен юридически стаж. Мандатът им не е ограничен с възрастова граница и e 9-годишен. Те не могат да бъдат избирани повторно. Съставът на съда се обновява през три години от всяка квота. През първия мандат, след изтичане на третата и след това на шестата година съставът се обновява чрез жребий. При всяко обновяване съда напускат 4 съдии и постъпват също толкова новоизбрани и новоназначени.
Решения се взимат с минимум 7 гласа. Въздържание не се допуска, но е възможно някой от съдиите да отсъства при гласуване. В резултат при някои дела не се стига до решение. Например по делото за конституционността на регистрацията на ДПС от 1991 г. при 6 гласа за обявяване на регистрацията на партията за противоконституционна и 5 гласа против до решение не се стига и така ДПС продължава да съществува. Според някои критици невзимането на решения по този начин се прави умишлено.

### Настоящ състав
В периода 2024 – 2027 година съдът включва III състав от IV мандат:
| Съдия                        | Начало на мандата | Край на мандата | Избран от        |
| ---------------------------- | ----------------- | --------------- | ---------------- |
| Атанас Семов                 | 2018              | 2027            | Президент        |
| Красимир Влахов              | 2018              | 2027            | Народно събрание |
| Надежда Джелепова            | 2018              | 2027            | ВКС и ВАС        |
| Павлина Панова (председател) | 2018              | 2027            | ВКС и ВАС        |
| Янаки Стоилов                | 2021              | 2030            | Президент        |
| Соня Янкулова                | 2021              | 2030            | ВКС и ВАС        |
| Десислава Атанасова          | 2024              | 2030            | Народно събрание |
| Борислав Белазелков          | 2024              | 2030            | Народно събрание |
| Сашо Пенов                   | 2024              | 2033            | Президент        |
| Невин Фети Осман-Йорданова   | 2024              | 2033            | Президент        |
| Галина Тонева-Дачева         | 2024              | 2033            | ВКС и ВАС        |
| Орлин Колев                  | 2025              | 2033            | Народно събрание |

### Предишни състави[3]

#### Първи мандат

##### I мандат, първи състав 1991/1994 г.
- Асен Манов – председател
- Александър Арабаджиев
- Иван Първанов
- Любен Корнезов
- Милена Жабинска
- Милчо Костов
- Младен Данаилов
- Нено Неновски
- Николай Павлов
- Пенчо Пенев
- Станислав Димитров
- Теодор Чипев
- Цанко Хаджистойчев

##### I мандат, втори състав 1994/1997 г.
- Асен Манов – председател
- Александър Арабаджиев
- Георги Марков
- Димитър Гочев
- Иван Григоров
- Милчо Костов
- Младен Данаилов
- Николай Павлов
- Пенчо Пенев
- Станислав Димитров
- Тодор Тодоров
- Цанко Хаджистойчев

##### I мандат, трети състав 1997/2000 г.
- Живко Сталев – председател
- Александър Арабаджиев
- Асен Манов
- Георги Марков
- Димитър Гочев
- Иван Григоров
- Маргарита Златарева
- Неделчо Беронов
- Станислав Димитров
- Стефанка Стоянова
- Тодор Тодоров
- Цанко Хаджистойчев

#### Втори мандат

##### II мандат, първи състав 2000/2003 г.
- Христо Данов – председател
- Васил Гоцев
- Георги Марков
- Димитър Гочев
- Живан Белчев
- Лазар Груев
- Людмил Нейков
- Маргарита Златарева
- Неделчо Беронов
- Пенка Томчева
- Румен Янков
- Стефанка Стоянова
- Тодор Тодоров

##### II мандат, втори състав 2003/2006 г.
- Неделчо Беронов – председател
- Васил Гоцев
- Владислав Славов
- Евгени Танчев
- Емилия Друмева
- Живан Белчев
- Лазар Груев
- Людмил Нейков
- Маргарита Златарева
- Мария Павлова
- Румен Янков
- Стефанка Стоянова

##### II мандат, трети състав 2006/2009 г.
- Румен Янков – председател
- Благовест Пунев
- Васил Гоцев
- Владислав Славов
- Георги Петканов
- Димитър Токушев
- Евгени Танчев
- Емилия Друмева
- Красен Стойчев
- Людмил Нейков
- Пламен Киров
- Снежана Начева

#### Трети мандат

##### III мандат, първи състав 2009/2012 г.
- Евгени Танчев – председател
- Благовест Пунев
- Ванюшка Ангушева
- Владислав Славов
- Георги Петканов
- Димитър Токушев
- Емилия Друмева
- Красен Стойчев
- Пламен Киров
- Румен Ненков
- Стефка Стоева
- Цанка Цанкова

##### III мандат, втори състав 2012/2015 г.
- Димитър Токушев – председател
- Анастас Анастасов
- Благовест Пунев
- Борис Велчев
- Георги Ангелов
- Гроздан Илиев
- Кети Маркова
- Красен Стойчев
- Пламен Киров
- Румен Ненков
- Стефка Стоева
- Цанка Цанкова

##### III мандат, трети състав 2015/2018 г.
- Борис Велчев – председател
- Анастас Анастасов
- Георги Ангелов
- Гроздан Илиев
- Кети Маркова
- Константин Пенчев
- Мариана Карагьозова-Финкова
- Румен Ненков
- Стефка Стоева
- Таня Райковска
- Филип Димитров
- Цанка Цанкова

##### IV мандат, първи състав 2018/2021 г.
- Павлина Панова - председател
- Филип Димитров
- Мариана Карагьозова-Финкова
- Константин Пенчев
- Таня Райковска
- Атанас Семов
- Красимир Влахов
- Надежда Джелепова
- Янаки Стоилов
- Соня Янкулова
- Десислава Атанасова
- Борислав Белазелков

## Председатели
| №  | Председател                  | Мандат                               | Мандат               | Статут       |
| №  | Председател                  | Дати                                 | Мандат/Състав        | Статут       |
| -- | ---------------------------- | ------------------------------------ | -------------------- | ------------ |
| 1  | Асен Димитров Манов (1)      | 3 октомври 1991 – 18 октомври 1994   | I мандат, 1 състав   | първи мандат |
|    | Асен Димитров Манов (2)      | 18 октомври 1994 – 14 октомври 1997  | I мандат, 2 състав   | втори мандат |
| 2  | Живко Стоянов Сталев         | 14 октомври 1997 – 19 октомври 2000  | I мандат, 3 състав   | първи мандат |
| 3  | Христо Веселинов Данов       | 19 октомври 2000 – 17 февруари 2003  | II мандат, 1 състав  | първи мандат |
| 4  | Неделчо Крумов Беронов (1)   | 17 февруари 2003 – 28 февруари 2003  | II мандат, 1 състав  | временен     |
| 5  | Румен Петров Янков (1)       | 28 февруари 2003 – 28 октомври 2003  | II мандат, 1 състав  | временен     |
|    | Неделчо Крумов Беронов (2)   | 28 октомври 2003 – 3 октомври 2006   | II мандат, 2 състав  | първи мандат |
| 6  | Васил Стоянов Гоцев          | 3 октомври 2006 – 8 ноември 2006     | II мандат, 2 състав  | временен     |
|    | Румен Петров Янков (2)       | 8 ноември 2006 – 9 октомври 2009     | II мандат, 3 състав  | първи мандат |
| 7  | Димитър Великов Токушев (1)  | 9 октомври 2009 – 16 ноември 2009    | II мандат, 3 състав  | временен     |
| 8  | Евгени Петров Танчев         | 16 ноември 2009 – 15 ноември 2012    | III мандат, 1 състав | първи мандат |
| 9  | Цанка Тодорова Цанкова       | 16 ноември 2012 – 3 март 2013        | III мандат, 2 състав | временен     |
|    | Димитър Великов Токушев (2)  | 4 март 2013 – 11 ноември 2015        | III мандат, 2 състав | първи мандат |
| 10 | Борис Владимиров Велчев (1)  | 16 ноември 2015 -14 ноември 2018     | III мандат, 3 състав | първи мандат |
|    | Борис Владимиров Велчев (2)  | 14 ноември 2018 – 15 ноември 2021    | IV мандат, 1 състав  | втори мандат |
| 11 | Павлина Стефанова Панова (1) | 16 ноември 2021 – 15 ноември 2024 г. | IV мандат, 2 състав  | първи мандат |
|    | Павлина Стефанова Панова (2) | 16 ноември 2024 -                    | IV мандат, 3 състав  | втори мандат |